# Letní olympijské hry 1932
X. letní olympijské hry se konaly ve dnech 30. července až 14. srpna 1932 v největším městě Kalifornie, Los Angeles. Město bylo vybráno jako jediný kandidát. Hry se konaly v době světové hospodářské krize, a proto se jich účastnilo z finančních důvodů méně zemí a sportovců. Československo reprezentovalo sedm sportovců, kteří získali 4 medaile, z toho jednu zlatou (Jaroslav Skobla ve vzpírání) a v celkovém hodnocení zemí obsadili 17. místo.

## Světová krize
Světová hospodářská krize po roce 1929 zasáhla i sportovní hnutí. Většina zemí omezila počet svých reprezentantů a mnozí z nich jeli jen díky darům a veřejným sbírkám. Proto byl počet sportovců na LOH 1932 nejmenší od roku 1900.
Hry byly uspořádány dobře a měly i výtečnou sportovní úroveň. Poprvé byla postavena skutečná olympijská vesnice.

## Počet medailí podle údajů mezinárodního olympijského výboru
| Pořadí | Země                         | Zlato | Stříbro | Bronz | Celkem |
| 1      | Spojené státy americké (USA) | 41    | 32      | 30    | 103    |
| 2      | Itálie (ITA)                 | 12    | 12      | 12    | 36     |
| 3      | Francie (FRA)                | 10    | 5       | 4     | 19     |
| 4      | Švédsko (SWE)                | 9     | 5       | 9     | 23     |
| 5      | Japonsko (JPN)               | 7     | 7       | 4     | 18     |
| 6      | Maďarsko (HUN)               | 6     | 4       | 5     | 15     |
| 7      | Finsko (FIN)                 | 5     | 8       | 12    | 25     |
| 8      | Velká Británie (GBR)         | 4     | 7       | 5     | 16     |
| 9      | Německo (GER)                | 3     | 12      | 5     | 20     |
| 10     | Austrálie (AUS)              | 3     | 1       | 1     | 5      |
| 11     | Argentina (ARG)              | 3     | 1       | 0     | 4      |
| 12     | Kanada (CAN)                 | 2     | 5       | 8     | 15     |
| 13     | Nizozemsko (NED)             | 2     | 5       | 0     | 7      |
| 14     | Polsko (POL)                 | 2     | 1       | 4     | 7      |
| 15     | Jihoafrická unie (RSA)       | 2     | 0       | 3     | 5      |
| 16     | Irsko (IRL)                  | 2     | 0       | 0     | 2      |
| 17     | Československo (TCH)         | 1     | 2       | 1     | 4      |
| 18     | Rakousko (AUT)               | 1     | 1       | 3     | 5      |
| 19     | Indie (IND)                  | 1     | 0       | 0     | 1      |
| 20     | Dánsko (DEN)                 | 0     | 3       | 3     | 6      |
| 21     | Mexiko (MEX)                 | 0     | 2       | 0     | 2      |
| 22     | Lotyšsko (LAT)               | 0     | 1       | 0     | 1      |
| 22     | Nový Zéland (NZL)            | 0     | 1       | 0     | 1      |
| 22     | Švýcarsko (SUI)              | 0     | 1       | 0     | 1      |
| 25     | Filipíny (PHI)               | 0     | 0       | 3     | 3      |
| 26     | Španělsko (ESP)              | 0     | 0       | 1     | 1      |
| 26     | Uruguay (URU)                | 0     | 0       | 1     | 1      |
| Celkem | Celkem                       | 116   | 116     | 114   | 346    |

## Kandidátská města
Žádné další město se o pořádání 10. olympijských her neucházelo.